# توم كامبل
توم كامبل (بالإنجليزية: Tom Campbell (California politician)) (و. 1952 – م) هو سياسي، وبروفيسور (أستاذ جامعي)، ومحام من الولايات المتحدة الأمريكية ولد في شيكاغو.
وهو عضو في الحزب الجمهوري .

## التعليم
تعلم في جامعة شيكاغو، وكلية هارفارد للحقوق.

## مناصب وهيئات
أدار جامعة كاليفورنيا، بركلي.